# 小野村 (兵庫県)
小野村（おのむら）は、兵庫県有馬郡にあった村。現在の三田市の北東部、兵庫県道49号三田篠山線・兵庫県道309号福住三田線の沿線にあたる。

## 地理
- 山岳：千丈寺山、奥山、三国ヶ岳、愛宕山
- 河川：羽束川、黒川、大根川

## 歴史
- 1889年（明治22年）4月1日 - 町村制の施行により、小野村・乙原村・永沢寺村・母子村・小柿村の区域をもって発足。
- 1956年（昭和31年）9月30日 - 三田町・三輪町・広野村・高平村と合併し、改めて三田町が発足。同日小野村廃止。